# Antonio Ciliberti
Antonio Ciliberti (San Lorenzo del Vallo, 31 gennaio 1935 – Roma, 1º aprile 2017) è stato un arcivescovo cattolico italiano.

## Biografia
Il 12 luglio 1959 è ordinato presbitero.

### Ministero episcopale
Il 7 dicembre 1988 viene nominato vescovo della diocesi di Locri-Gerace.
Riceve l'ordinazione episcopale il 28 gennaio 1989 dall'arcivescovo Serafino Sprovieri, co-consacranti gli arcivescovi Giuseppe Agostino e Antonio Cantisani.
È nominato poi arcivescovo dell'arcidiocesi di Matera-Irsina il 6 maggio 1993 e infine arcivescovo dell'arcidiocesi di Catanzaro-Squillace il 31 gennaio 2003.
In questo periodo ha partecipato a più Convegni del Movimento Apostolico, sostenendo la sua missione.
Dal 1996 è membro della commissione episcopale della CEI per l'educazione cattolica, la cultura, la scuola e l'università.
Il 25 marzo 2011 papa Benedetto XVI nomina Vincenzo Bertolone suo successore all'arcidiocesi di Catanzaro-Squillace. Da quel momento conserva il titolo di arcivescovo emerito dell'arcidiocesi di Catanzaro-Squillace.
Il 1º dicembre 2014 viene nominato Senatore Accademico della Accademia Bonifaciana (successivamente ricoprirà la carica di Presidente Vicario del medesimo ufficio), investitura che riceverà ad Anagni (FR) il 12 dicembre dello stesso anno alla presenza del Vicario Generale di Sua Santità Card. Agostino Vallini. Il 12 febbraio 2016, gli viene assegnato il Premio Internazionale “Misericordes sicut Pater” in occasione dell’Anno Santo Straordinario della Misericordia, istituto da papa Francesco.  Il 3 dicembre 2016, riceve la XIV edizione del Premio Internazionale Bonifacio VIII, dal Rettore Presidente dell'Accademia Bonifaciana Comm. Dott. Sante De Angelis, dal Presidente del Comitato Scientifico S.E. Mons. Franco Croci e dal Card. José Saraiva Martins, Prefetto Emerito della Congregazione delle Cause dei Santi, Presidente Onorario e Patrono Spirituale dell'Accademia Bonifaciana.
Il 1º aprile 2017 muore presso il Policlinico Agostino Gemelli di Roma dopo aver subito un'urgente operazione al cuore.
La salma è tumulata nella cripta della cattedrale di Catanzaro.

## Genealogia episcopale
La genealogia episcopale è:
- Cardinale Scipione Rebiba
- Cardinale Giulio Antonio Santori
- Cardinale Girolamo Bernerio, O.P.
- Arcivescovo Galeazzo Sanvitale
- Cardinale Ludovico Ludovisi
- Cardinale Luigi Caetani
- Cardinale Ulderico Carpegna
- Cardinale Paluzzo Paluzzi Altieri degli Albertoni
- Papa Benedetto XIII
- Papa Benedetto XIV
- Cardinale Enrico Enriquez
- Arcivescovo Manuel Quintano Bonifaz
- Cardinale Buenaventura Córdoba Espinosa de la Cerda
- Cardinale Giuseppe Maria Doria Pamphilj
- Papa Pio VIII
- Papa Pio IX
- Cardinale Alessandro Franchi
- Cardinale Giovanni Simeoni
- Cardinale Antonio Agliardi
- Cardinale Basilio Pompilj
- Cardinale Adeodato Piazza, O.C.D.
- Cardinale Sebastiano Baggio
- Arcivescovo Serafino Sprovieri
- Arcivescovo Antonio Ciliberti